# Софія (аеропорт)
Аеропорт Софія (болг. Летище София, (IATA: SOF, ICAO: LBSF)) — головний міжнародний аеропорт Болгарії розташований за 10 км до сходу від центру Софії.
Аеропорт є хабом: 
- BH Air
- Bulgaria Air
- Bulgarian Air Charter
- Ryanair
- Wizz Air

## Авіабаза Враждєбна
На північ від аеропорту розташована шістнадцята транспортна авіабаза ВПС Болгарії, у складі:: 3 Alenia C-27J Spartan, 1 Antonov An-2, 1 Antonov An-24, 2 Antonov An-26, 1 Antonov An-30, 2 Let L-410 Turbolet й 1 Pilatus PC-12.

## Термінали

### Термінал 1
Цей термінал було побудовано у першій половині ХХ століття, і відкрито 16 вересня 1937 року було розширено і поліпшено багато разів, в тому числі під час капітального ремонту 2000 року. Термінал 1 на 2010-і використовується низько-бюджетними і чартерними перевізниками.

### Термінал 2
Термінал 2 було офіційно відкрито 27 грудня 2006 року з символічним прильотом FB 408 рейсу Bulgaria Air з Брюсселя. Це був один з найбільших проектів в Болгарії за кошт з програми ISPA ЄС. Кошторис включає в себе новий термінал, нові стоянки літаків на перонах, модернізацію існуючих стоянок літаків на перонах і будівництво сполучних рульових доріжок. Термінал має сім повітряних мостів (виходи A1, B5-9 і C1), 38 стійок і займає площу 50 000 м² і має парковку для 820 автомобілів. Він розташований на схід від терміналу 1 і значно більше, ніж старий, який продовжує обслуговувати бюджетні і чартерні авіакомпанії. З 16 січня 2017 термінал 2 обслуговує тільки одну бюджетну авіакомпанію - Ryanair

## Наземний транспорт

### Метро
Станція метро Аеропорт Софія лінії 1 розташована поруч з терміналом 2 аеропорту і забезпечує швидке сполучення з центром міста
Безкоштовний автобус курсує між терміналами 1 та 2 (до станції метро) з 07:00 до 19:00 год.
Метрополітен Софії забезпечує швидке сполучення між аеропортом і бізнес-парк Софія

### Автобус
Два автобусних маршрутів (84 та 384) обслуговують аеропорт.
- Маршрут 84 прямує до Софійського університету і сполучає аеропорт з центром міста.
- Маршрут 384 сполучає аеропорт зі станцією метро Царьградне шосе[5]

### Автомобіль
Брюссельський бульвар є головною артерією і найпростішим способом дістатися до аеропорту Софії. На 2017 рік нове з'єднання знаходиться в стадії будівництва, яка з'єднає термінал 2 з Брюссельським бульваром.
Через Брюссельський бульвар і Царградське шосе, Софійський аеропорт сполучений з центром міста і в східному напрямку з автострадою Фракія (A1).
З північних районів міста, в аеропорт Софії зручно дістатися по вулиці Східний Тангент. З'єднання з Ботевградським шосе відкриває вихід на автомагістраль Хемус (A2)
На південь Софії і до південно-західної Болгарії легко дістатись через Брюссельський бульвар і бульвар Александра Малінова, Софійську кільцеву дороги яка сполучена з автомагістраллю Люлин (А6)

### Потяг
Спеціально побудовану залізничну станцію Іскар (болг. "Искър") було відкрито в квітні 2015 року, станція з'єднує аеропорт з національною залізничною мережею Болгарії. Станція розташована приблизно за 2,5 км від терміналу 2, із залізничної станції є пересадка на станцію метро Іскарське шосе, яка є другою після станції метро Аеропорт Софії

## Авіалінії та напрямки, лютий 2021

### Пасажирські
| Авіакомпанія        | Пункт призначення |
| ------------------- | --- |
| Aegean Airlines     | Афіни |
| Aeroflot            | Москва-Шереметьєво |
| Air France          | Сезонний: Париж-Шарль де Голль |
| Air Serbia          | Белград |
| ALK Airlines        | Каїр, Хургада |
| Austrian Airlines   | Відень |
| BH Air              | Сезонний: Белфаст, Бристоль, Східний Мідландс, Лондон-Гатвік, Манчестер, Ньюкасл Сезонний чартер: Енфіда, Пальма-де-Мальорка, Шарм-ель-Шейх |
| British Airways     | Лондон-Хітроу |
| Bulgaria Air        | Амстердам, Афіни, Берлін, Брюссель, Будапешт (з 29 квітня 2021),, Дубай (з 30 квітня 2021),, Франкфурт, Київ–Бориспіль (з 30 квітня 2021),, Ларнака, Лондон-Хітроу, Мадрид, Мілан-Лінате, Москва-Шереметьєво, Париж-Шарль де Голль, Прага, Рим-Ф'юмічіно, Тель-Авів, Варна, Відень, Цюрих Сезонний: Барселона, Бейрут, Бургас, Корфу (з 11 червня 2021), Іракліон (з 22 травня 2021),, Лісабон, Малага, Пальма-де-Мальорка, Родос (з 22 травня 2021),, Ст Петербург (з 2 червня 2021), Салоніки (з 21 травня 2021) |
| Corendon Airlines   | Сезонний чартер: Анталія |
| easyJet             | Берлін, Лондон-Гатвік, Манчестер Сезонний: Бристоль, Единбург |
| El Al               | Тель-Авів |
| Eurowings           | Дюссельдорф, Штутгарт |
| flydubai            | Дубай |
| GullivAir           | Сезонний чартер: Анталія, Мале, Момбаса (з 3 березня 2021), Пунта-Кана |
| LOT Polish Airlines | Варшава-Шопен |
| Lufthansa           | Франкфурт, Мюнхен |
| Qatar Airways       | Доха |
| Ryanair             | Барселона, Париж-Бове, Мілан-Бергамо, Берлін, Бірмінгем, Брюссель-Шарлеруа, Кельн/Бонн, Дублін, Единбург, Ейндговен, Гамбург, Київ-Бориспіль, Ліверпуль, Лондон-Станстед, Мадрид, Меммінген, Рим-Чіампіно, Тель-Авів, Тревізо Сезонні: Бристоль, Східний Мідландс, Ханья, Пафос |
| SkyUp               | Сезонний: Київ–Бориспіль |
| SunExpress          | Сезонний: Анталія (з 22 травня 2021) |
| TAROM               | Бухарест |
| Turkish Airlines    | Стамбул |
| Windrose Airlines   | Київ–Бориспіль |
| Wizz Air            | Абу-Дабі, Аліканте, Барселона, Барі, Базель-Мюлуз-Фрайбург, Париж-Бове, Бергамо, Біллунн, Болонья, Братислава, Будапешт, Брюссель-Шарлеруа, Катанія, Копенгаген, Дортмунд, Ейндговен, Женева, Франкфурт-Хан, Ларнака, Лондон-Гатвік, Лондон-Лутон, Мадрид,Мальта, Меммінген, Неаполь, Ніцца, Ст Петербург, Тель-Авів, Валенсія Сезонний: Дубай, Лісабон, Міконос |

### Вантажні

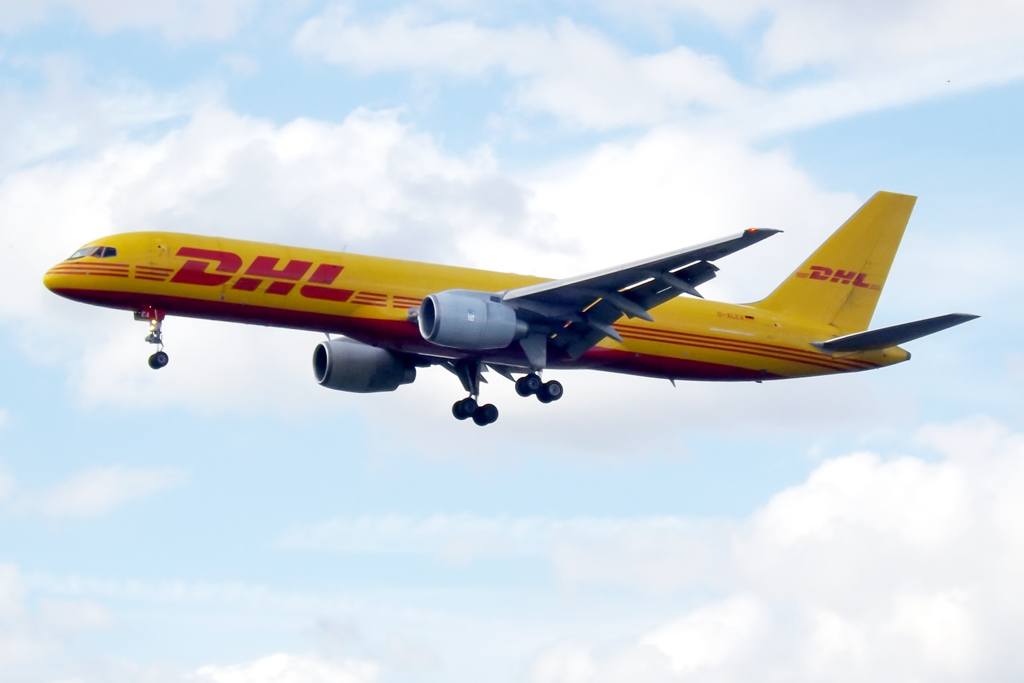
DHL Boeing 757-200F

| Авіакомпанія | Пункт призначення |
| ------------ | ----------------- |
| DHL Aviation | Лейпциг/Галле     |
| Swiftair     | Кельн/Бонн        |

## Статистика
Див. джерело запитів Вікіданих та джерела.

## Галерея

Зовнішній вигляд терміналу 2
Інтер'єр терміналу 2
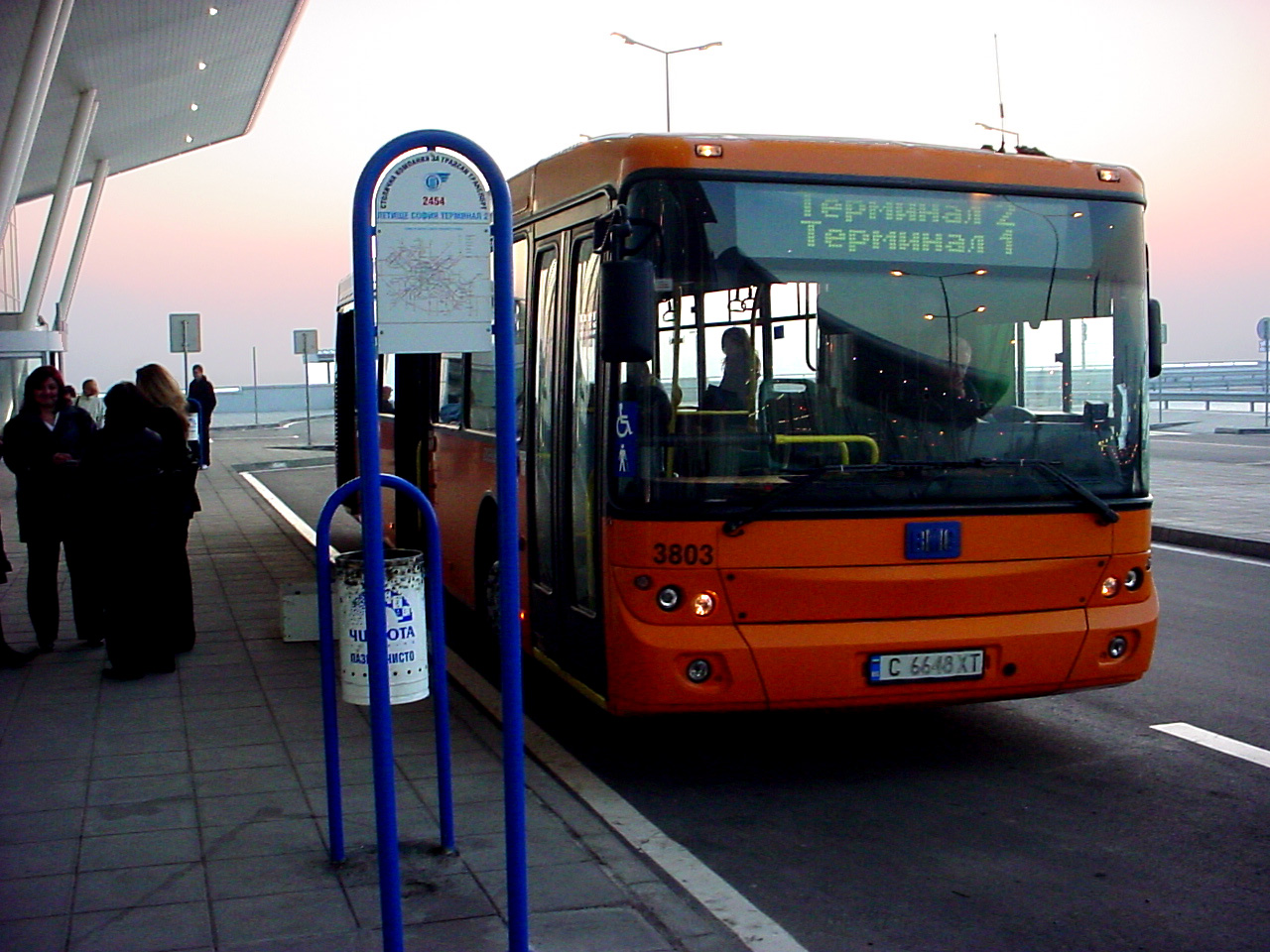
Транспорт біля нового терміналу
Передня частина терміналу 2
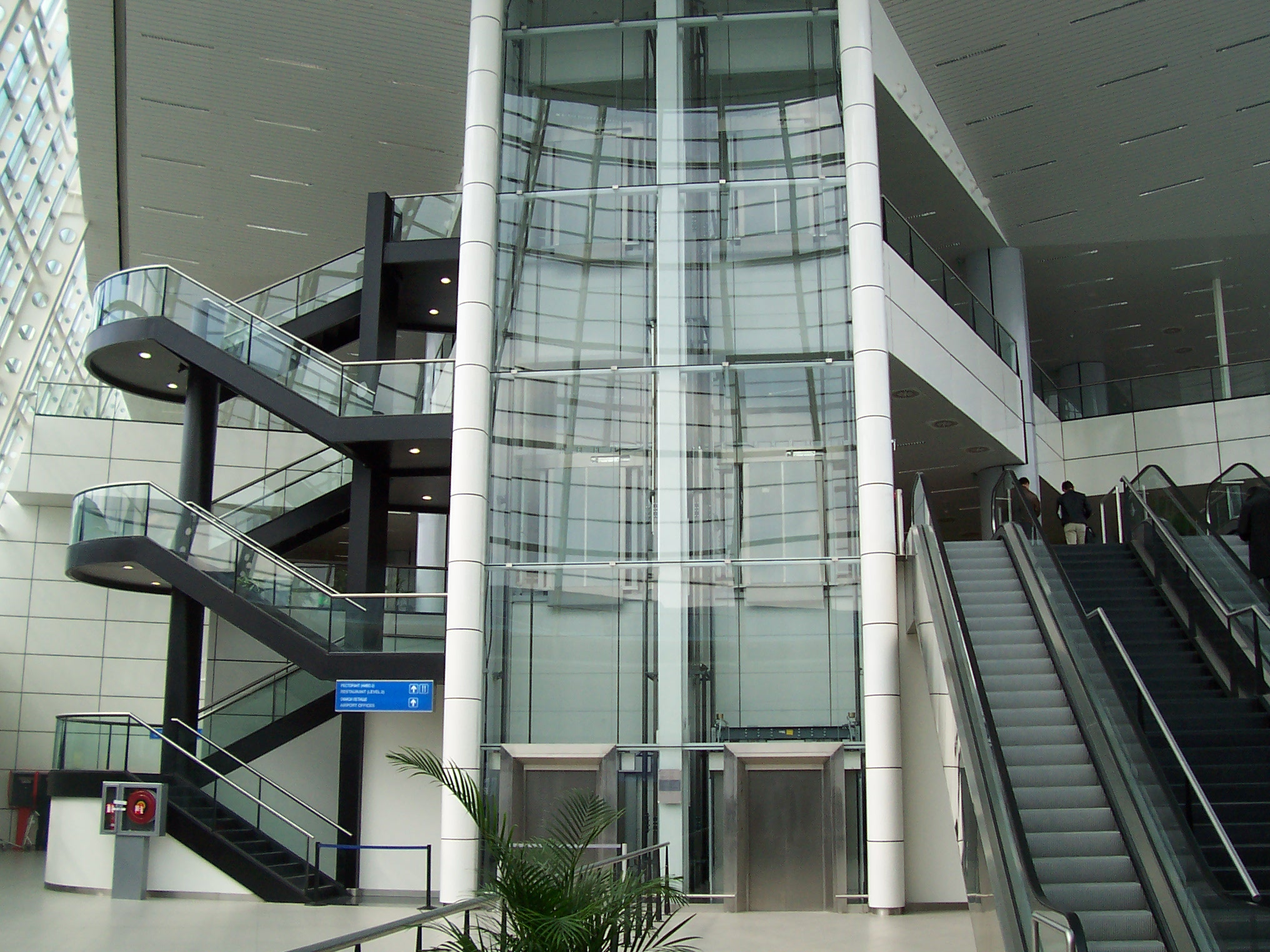
Центральна площа терміналу 2
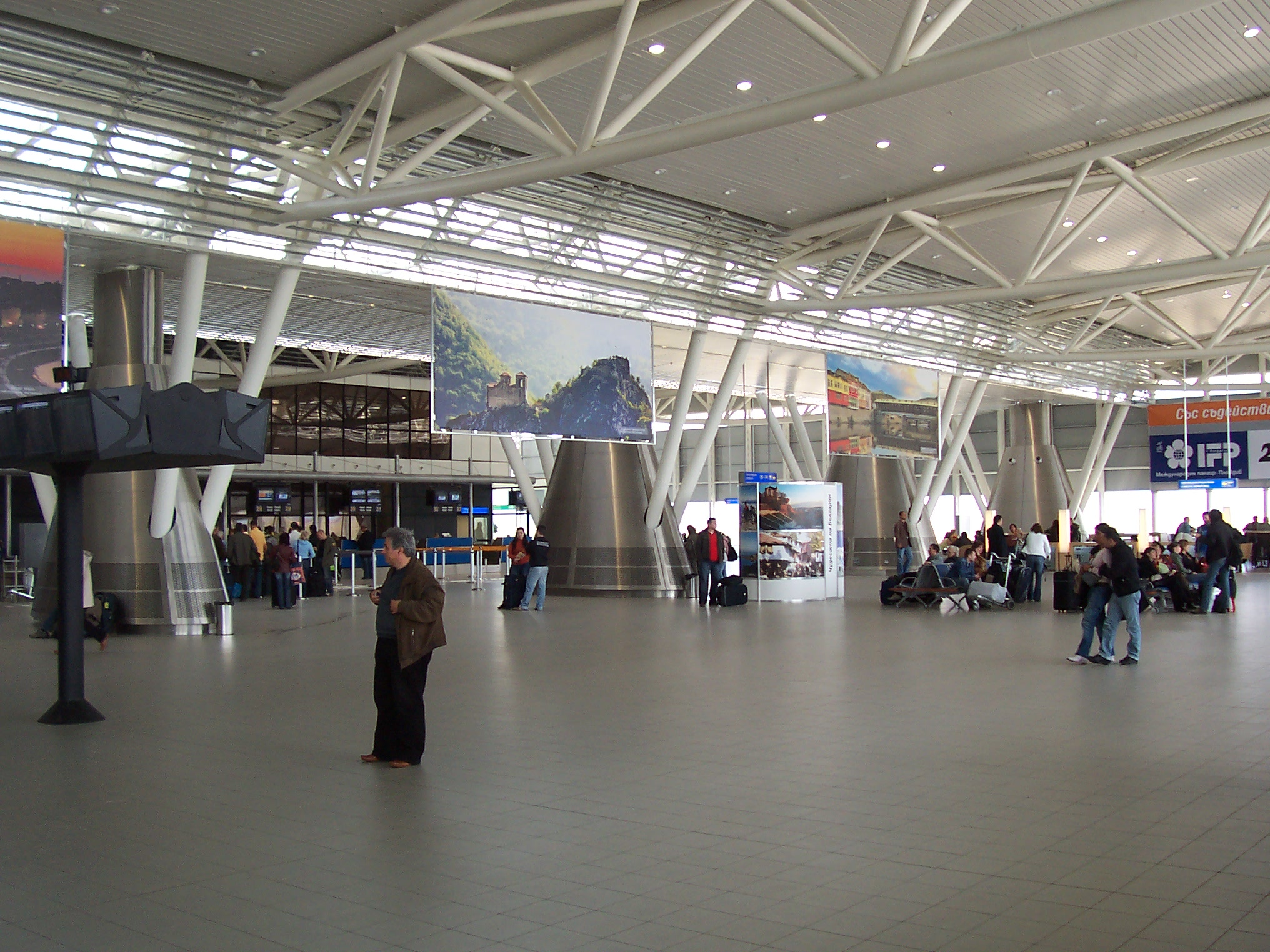
Термінал 2 всередині
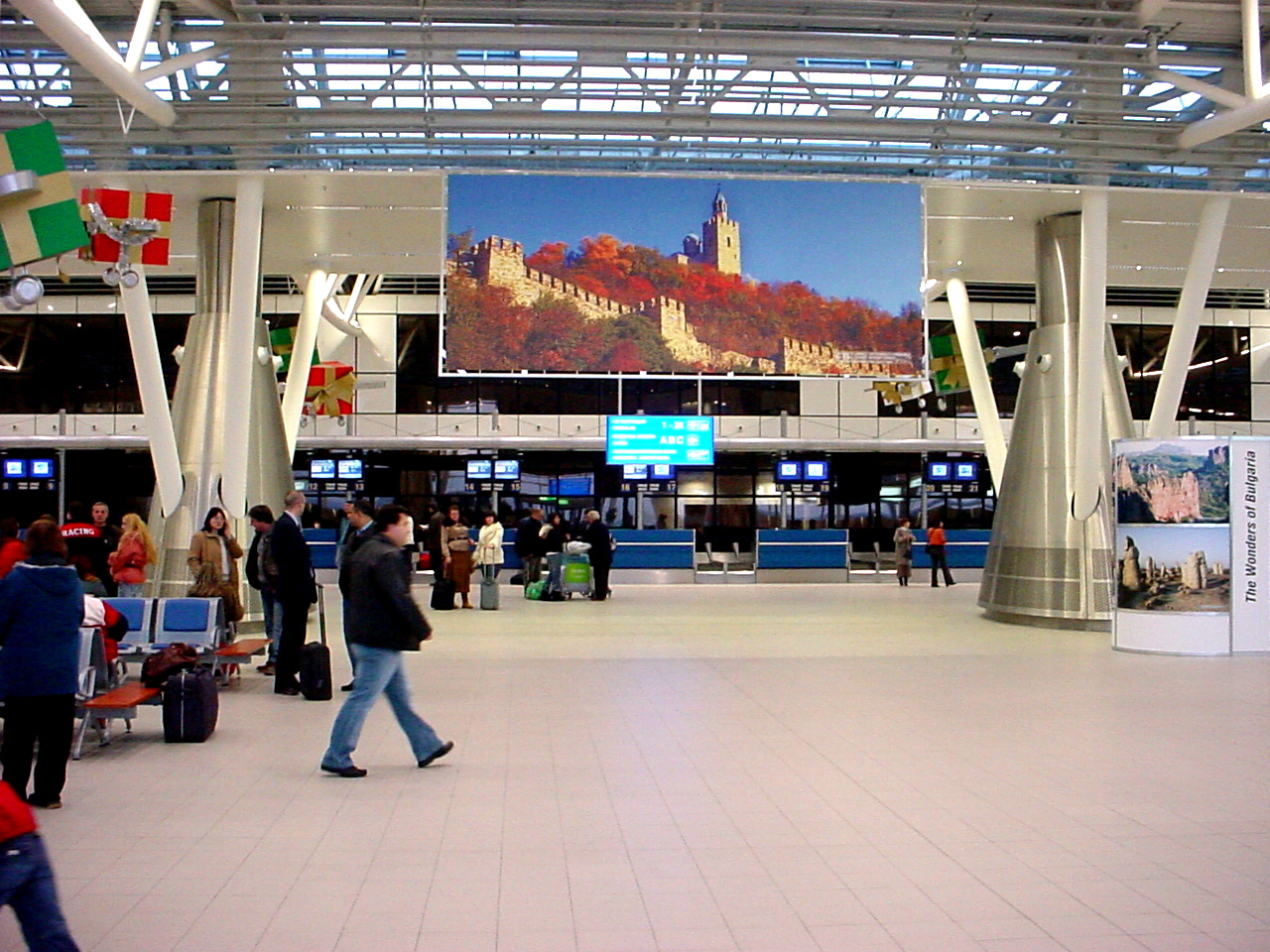
Термінал 2 всередині
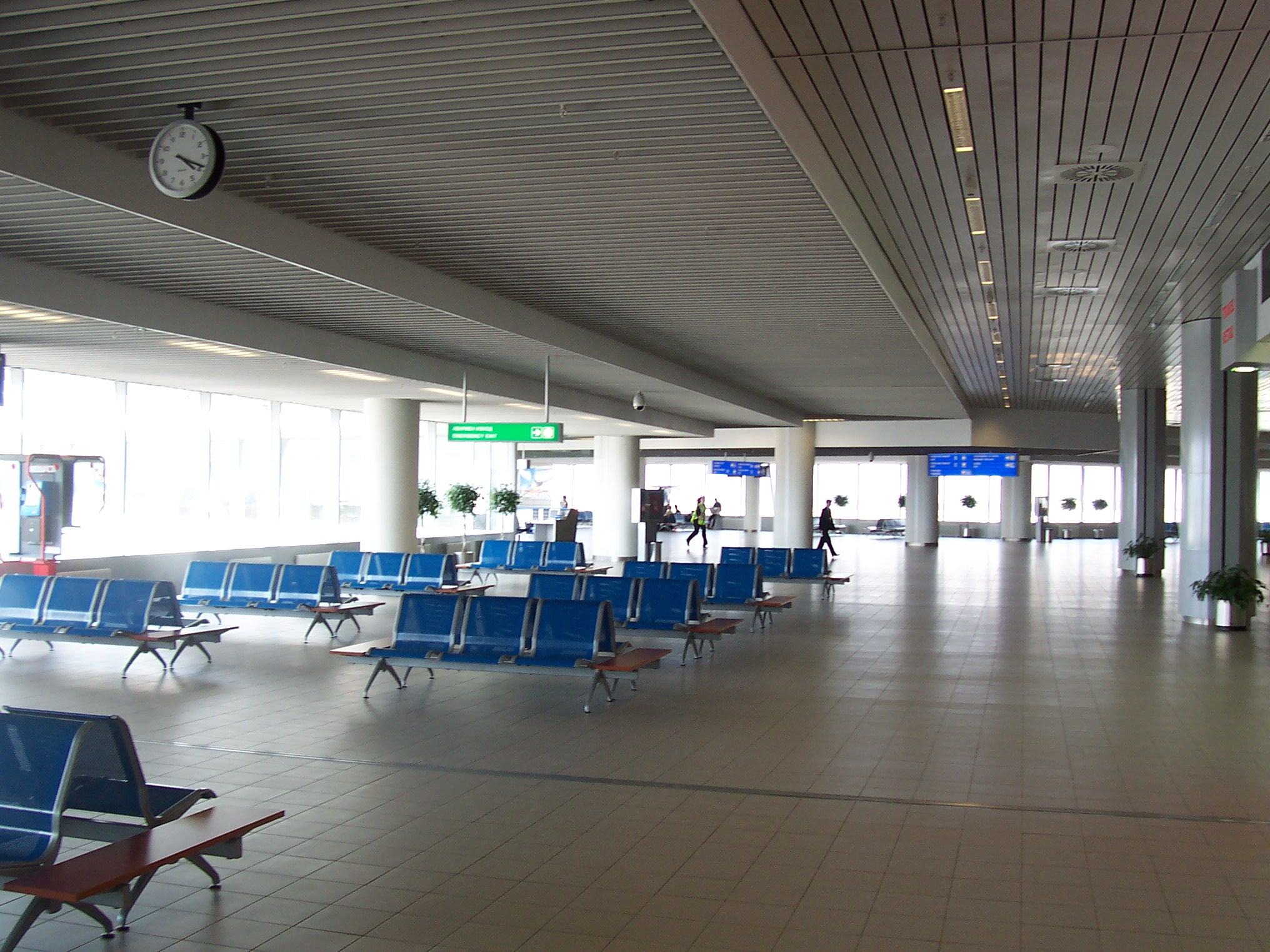
Зал очікування, термінал 2
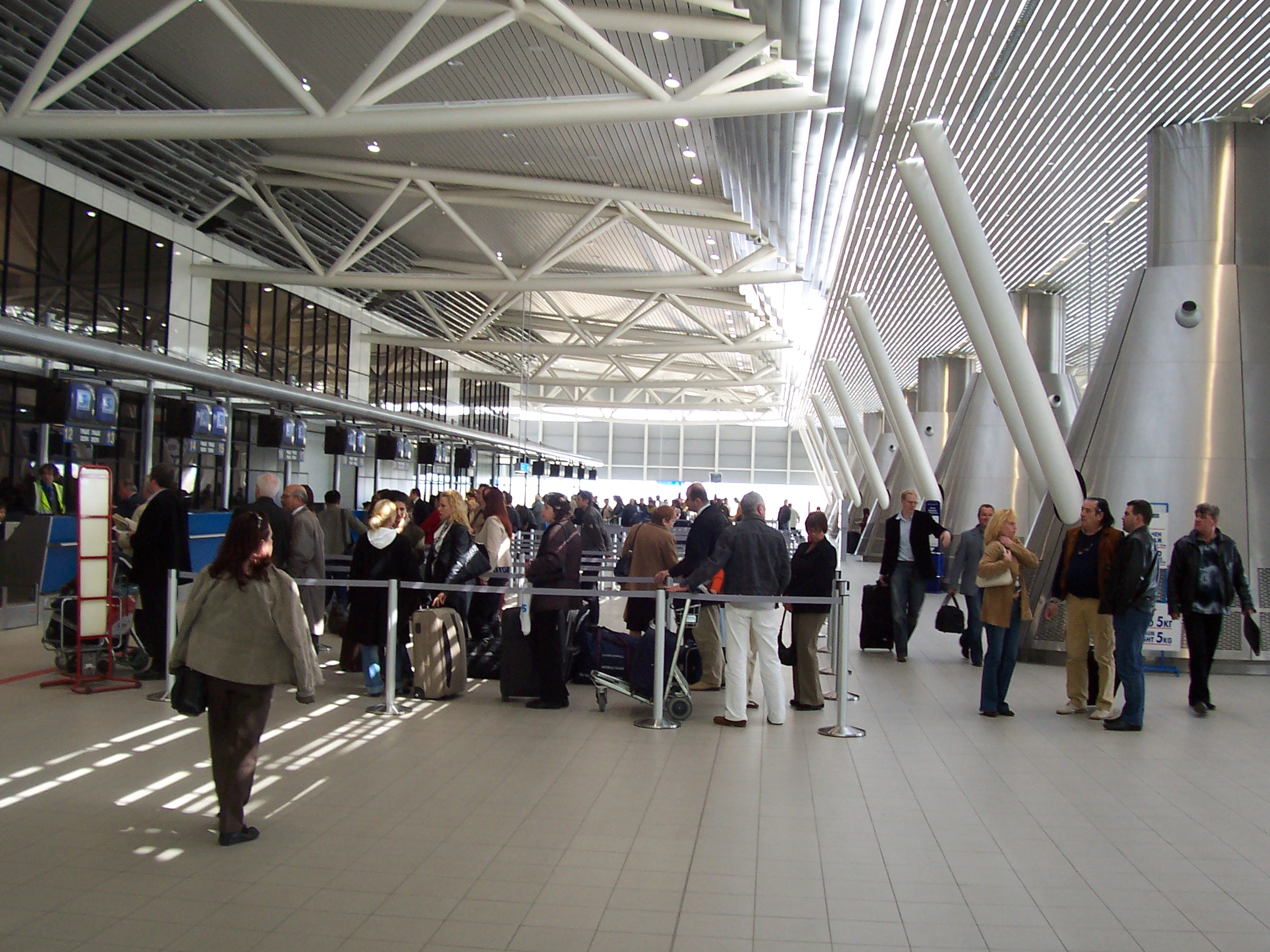
Реєстраційна зала, термінал 2
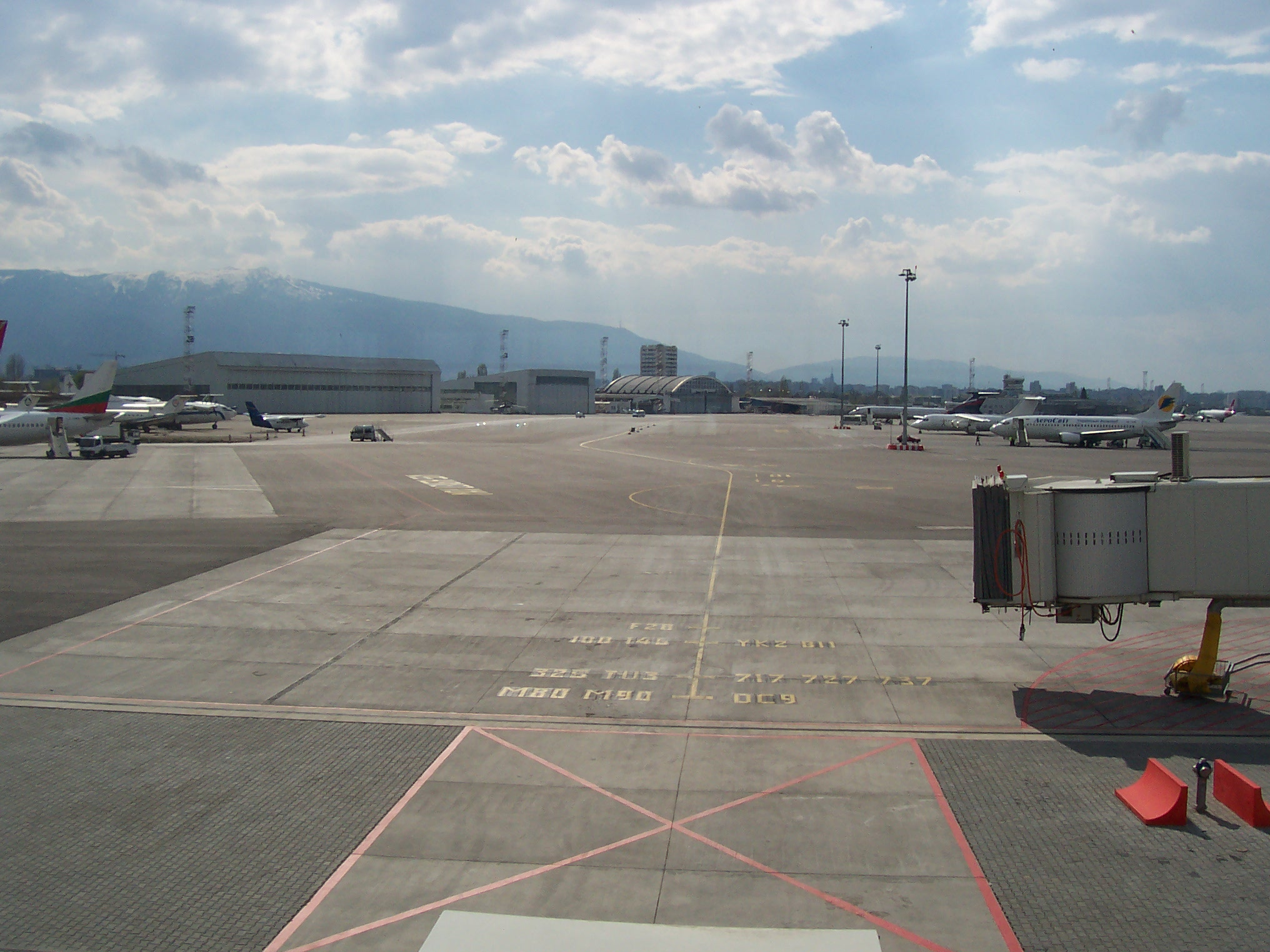
Місце для приземлення з ангарами перед терміналом 2
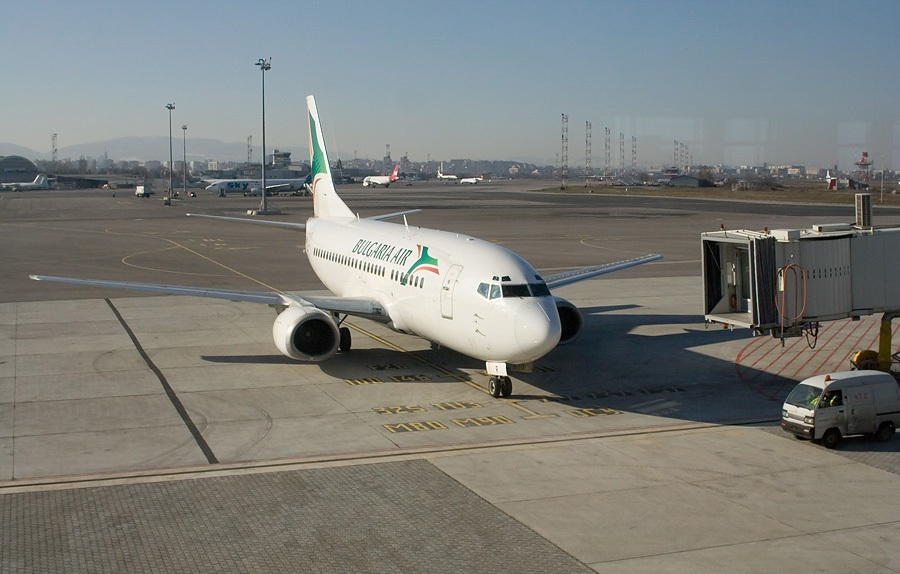
Літак FB408 прибуває з Брюсселя, термінал 2
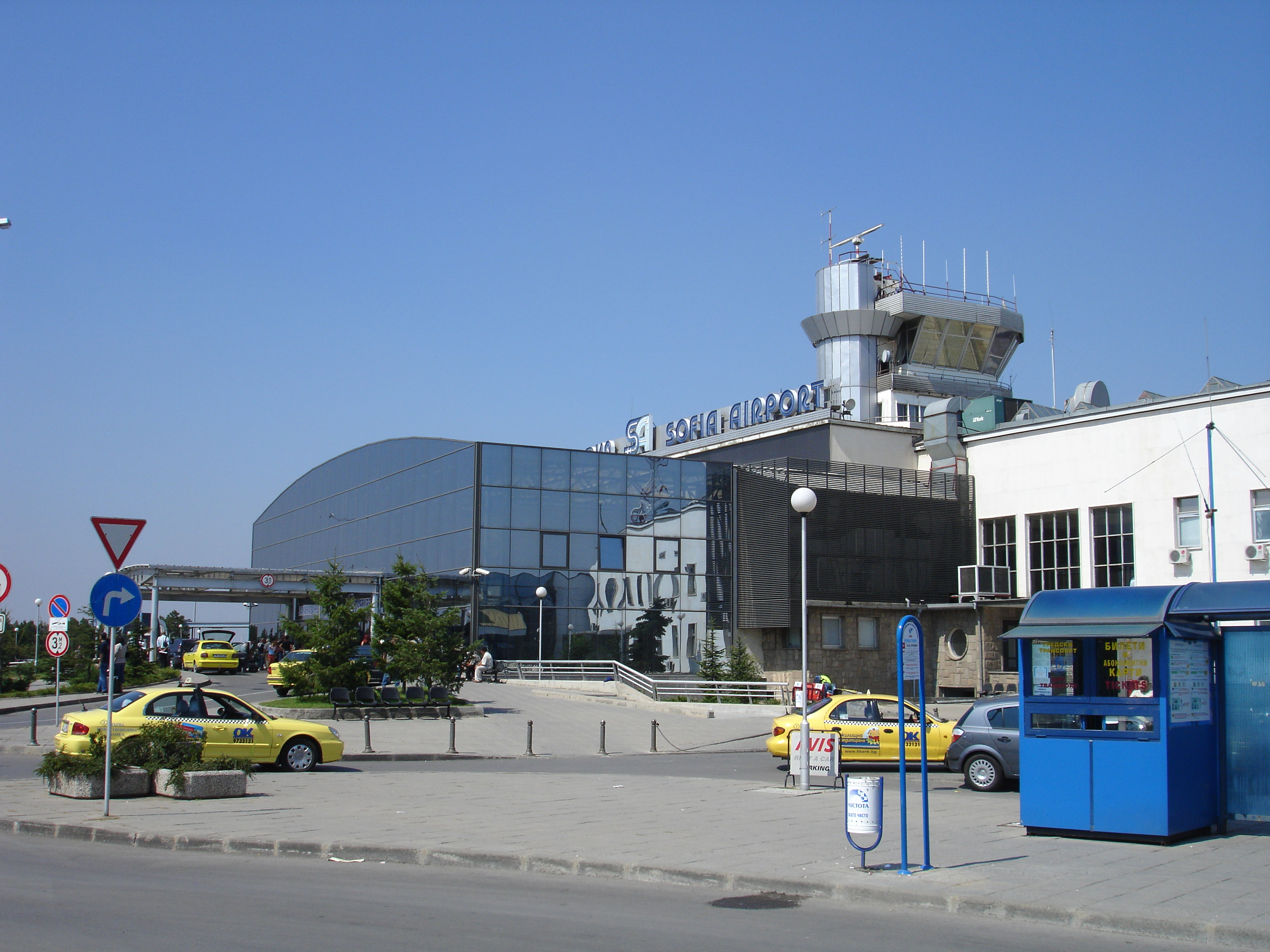
Старий термінал 1
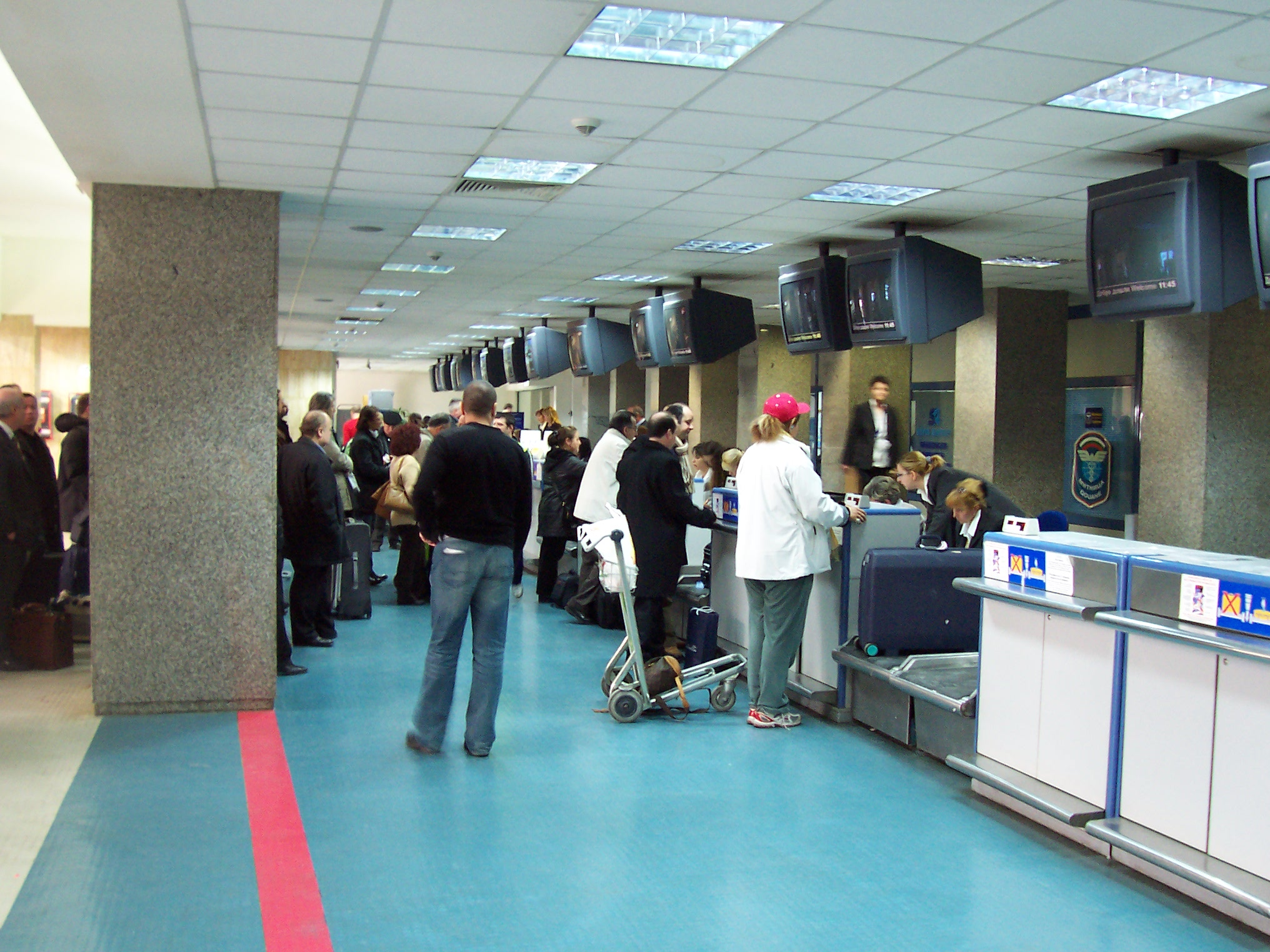
Реєстраційна зала терміналу 1
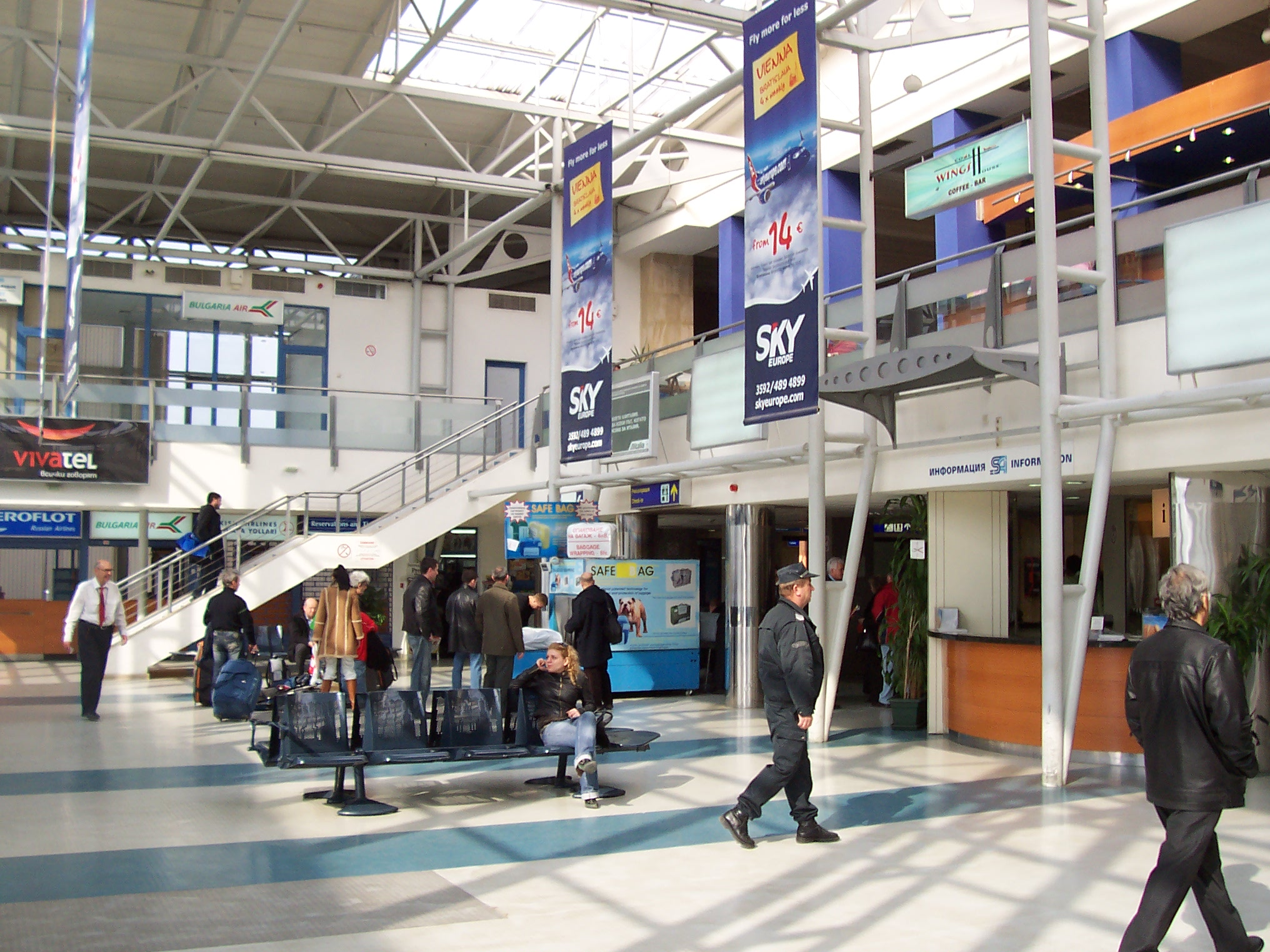
Інтер'єр терміналу 1
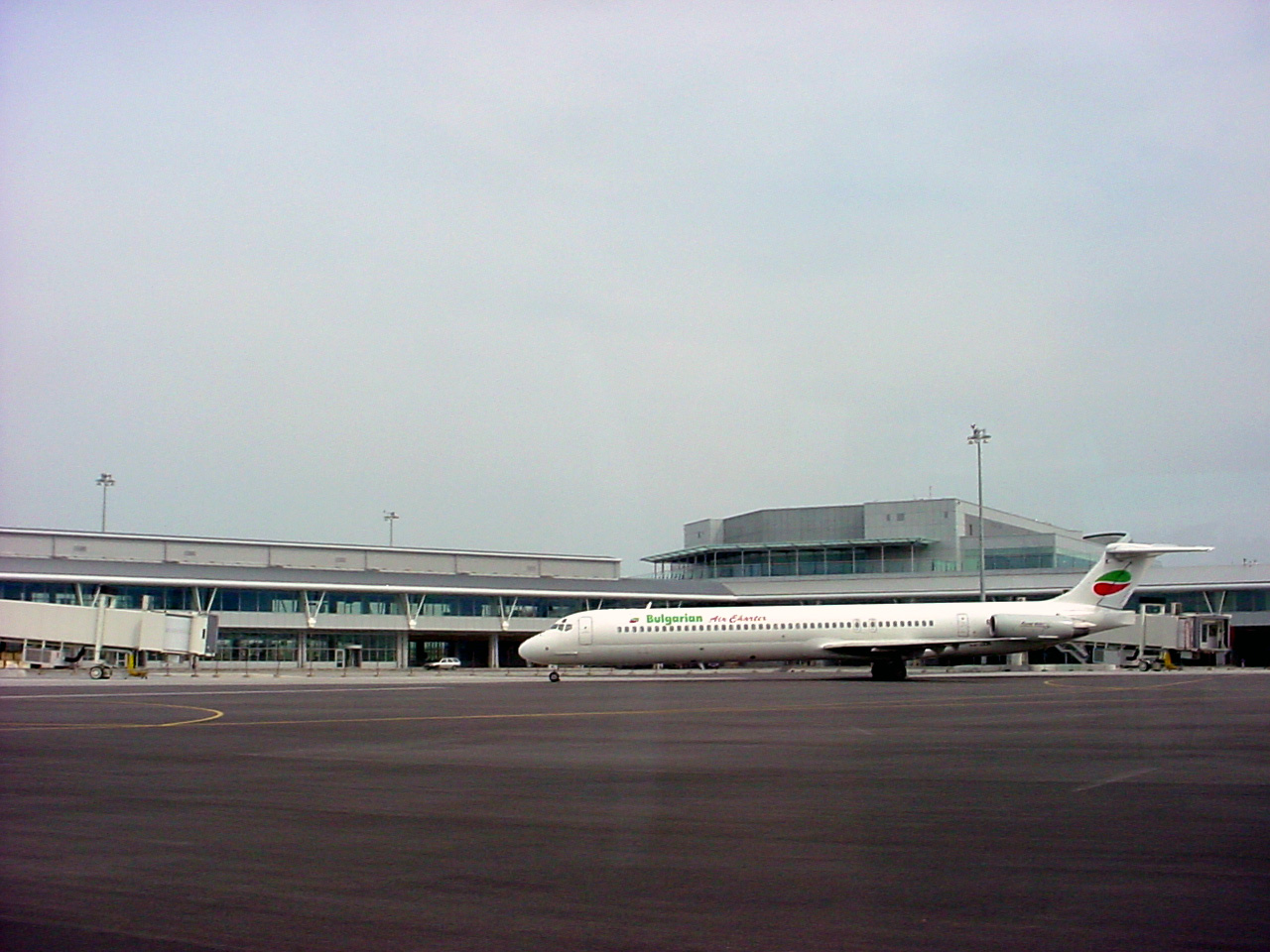
Термінал 2 у травні 2006
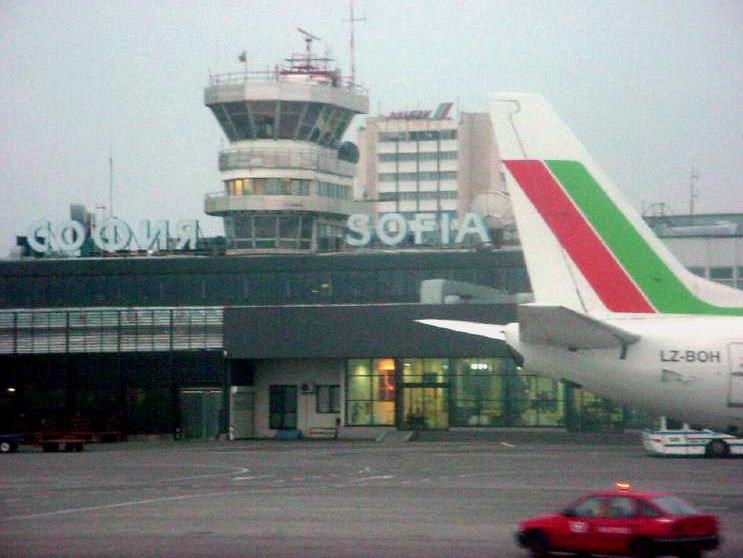
Контрольна вежа терміналу 1